# Rutgers Scarlet Knights football
I Rutgers Scarlet Knights football sono la squadra di college football dell'Università di Rutgers. Il programma fa parte della NCAA Division I Football Bowl Subdivision (precedentemente Division I-A) nella American Athletic Conference (precedentemente Big East) di cui è membro dal 1991.
Il programma di football di Rutgers, assieme a quello della vicina Princeton University, è il più antico della nazione, queste due scuole sono state le prime a scendere in campo per una gara di football durante la stagione 1869, e Rutgers vinse quella prima gara con il punteggio di 6-4.
Per questa ragione Rutgers viene considerata come "The Birthplace of College Football" (il luogo natio del college football). La squadra attualmente vanta un record di 626–606–42, che la colloca al 38º posto nel numero di vittorie totali in NCAA tra i programmi FBS..

## Storia

### La nascita del college football
Gli studenti provenienti dall'allora College of New Jersey (ora Princeton University) si recarono a New Brunswick, New Jersey il 6 novembre 1869 per affrontare il Rutgers College (ora Rutgers University) in una nuova versione del rugby chiamato "football". Rutgers vinse la partita inaugurale 6 "corse" a 4. Una settimana dopo, gli studenti della Rutgers restituirono il favore, per una rivincita, che vide la vittoria di Princeton per otto "goal" a 0. Una terza programmata partita, sorta di spareggio, non venne disputata dal momento che poteva distrarre troppo gli studenti dai loro obblighi accademici. Dal momento che le squadre si divisero la serie di due partite, furono entrambe retroattivamente nominate campionati nazionali per la stagione 1869.

### I successivi anni (1870-2011)
Dal 1929 al 1975, Rutgers fu membro della Middle Tree Conference, che consisteva in un round-robin contro il Lafayette College e la Lehigh University. A partire dal 1940, il campione della conference ricevette come premio il "Little Brass Cannon". Dopo la vittoria del Little Brass Cannon nel 1951 da parte di Lehigh, Rutgers diventò un team indipendente a partire dalla stagione 1952, continuando tuttavia a giocare contro Lafayette e completare il round-robin con la Middle Tree Conference nel 1953. Sebbene nominalmente Rutgers continuasse ad essere una parte della Middle Three fino al 1975, gli Scarlet Knights diventarono membri della Middle Atlantic Conference per il periodo 1958-1961. Il college vinse la conference in tre di questi quattro anni (1958, 1960 e 1961) e fu insignito del Wilmington Touchdown Club Trophy. La stagione 1961 fu particolarmente notevole come prima stagione imbattuta degli Scarlett Knights capitanati dal futuro college football hall-of-Famer Alex Kroll, assieme ad Alabama: uniche due squadre imbattute della nazione. Nel 1961, Rutgers era considerata una contendente per il Rose Bowl, ma non fu scelta perché il presidente dell'università Mason Welch Gross non espresse il dovuto interesse con gli organizzatori del Rose Bowl. L'anno successivo, Rutgers tornò indipendente e così rimase fino a quando non entrò nel Big East Conference nel 1991. Nel 1976, Rutgers declinò l'invito a sfidare la non classificata McNeese State University nell'inaugurale Independence Bowl, sentendosi snobbato dai bowl più prestigiosi nonostante la sua stagione immacolata 11-0.

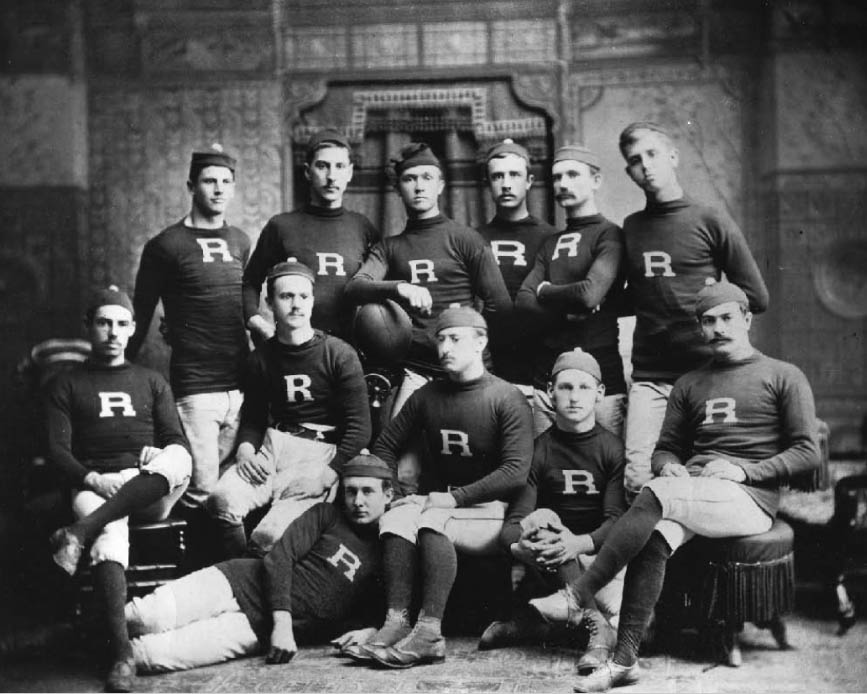
Il Rutgers College nel 1882.

Greg Schiano venne assunto come capo allenatore per la stagione 2001. I suoi primi quattro anni si conclusero con record negativi, fino al 2005 quando la squadra raggiunse la sua prima stagione vincente dal 1992. Nel 2006, gli Scarlett Knights raggiunsero un record di 11-2, tra cui la prima vittoria in una gara di postseason. L'anno seguente, Rutgers entrò per la prima volta nella sua storia nel ranking. Dal 2005, Rutgers sotto Schiano ha compilato stagioni vincenti per cinque anni consecutivi. La striscia si è conclusa nel 2010, un anno segnato da una lesione del midollo spinale subito dal defensive lineman Eric LeGrand nella sesta gara di stagione. Rutgers ha perso le sue ultime sei partite per finire con un record di 4-8. Dopo la stagione 2011, Schiano ha lasciato Rutgers per diventare il capo allenatore dei Tampa Bay Buccaneers, sostituito da Kyle Flood.
Gli Scarlet Knights hanno avuto tre giocatori scelti nel primo turno del Draft NFL. Nel 2010, Anthony Davis è stato scelto undicesimo dai San Francisco 49ers, e Devin McCourty è stato scelto 27º dai New England Patriots. Nel 2009, Kenny Britt è stato scelto 30º dai Tennessee Titans. Britt, è il primo giocatore nella storia di Rutgers ad essere selezionato nel primo round del Draft NFL, ma in generale gli ultimi anni sono stati ricchi di soddisfazione con dieci Scarlet Knights selezionati negli ultimi tre anni. Il 2010 è stato il quarto anno consecutivo in cui gli Scarlet Knights hanno avuto giocatori selezionati dopo Brian Leonard (2007) e Ray Rice (2008) entrambi secondo turno dei rispettivi draft.

## Affiliazione alle Conference
- Middle States Intercollegiate Football League (1893-1894)
- Middle Three Conference (1946-1951)
- Middle Atlantic Conference - University Division (1958-1961)
- Big East (1991-1995) *solo Football
- Big East (1995-2013) *tutti gli sport
- American Athletic Conference (2013) *tutti gli sport
- Big Ten (2014)

### Titoli di Conference
- Middle States IFL (1894)
- Middle Atlantic Conference - University Division (1958)
- Middle Atlantic Conference - University Division (1960)
- Middle Atlantic Conference - University Division (1961)
- Big East Conference (2012)

## Logo e uniformi
Jersey e pantaloni neri sono stati raramente utilizzati dal team. Sebbene pantaloni neri siano stati portati in un paio di occasioni con maglie bianche in gare in trasferta, le maglie nere (con pantaloni neri) sono state utilizzate solo per quattro volte, nel 2007, 2011 e più recentemente nel 2013. Sono stati indossati il 27 ottobre 2007 al Rutgers Stadium contro West Virginia sotto una pioggia torrenziale, in una gara terminata con una sconfitta 31-3, e con i caschi neri contro Pittsburgh l'8 ottobre 2011 in una vittoria 34-10. Le maglie nere sono state utilizzate anche contro West Virginia il 29 ottobre 2011 in una sconfitta 41-31. Rutgers indossava nere con i caschi cromati contro Arkansas il 21 settembre 2013 nell'annual blackout game, dove gli Scarlet Knights hanno prevalso 28-24, dopo una rimonta guidata dal quarterback Gary Nova con 346 yard di passaggio.

## Partecipazioni ai bowl
Rutgers apparirà nella sua nona gara di postseason in 141 anni di storia nel college football, il 28 dicembre 2013.
| Data             | Bowl                   | Avversario           | Risultato | Punteggio |
| 16 dicembre 1978 | Garden State Bowl      | Arizona State        | L         | 34–18     |
| 27 dicembre 2005 | Insight Bowl           | Arizona State        | L         | 45–40     |
| 28 dicembre 2006 | Texas Bowl             | Kansas State         | W         | 37–10     |
| 5 gennaio 2008   | International Bowl     | Ball State           | W         | 52–30     |
| 29 dicembre 2008 | PapaJohns.com Bowl     | North Carolina State | W         | 29–23     |
| 19 dicembre 2009 | St. Petersburg Bowl    | Central Florida      | W         | 45–24     |
| 30 dicembre 2011 | New Era Pinstripe Bowl | Iowa State           | W         | 27–13     |
| 28 dicembre 2012 | Russell Athletic Bowl  | Virginia Tech        | L         | 13–10 OT  |
| 28 dicembre 2013 | New Era Pinstripe Bowl | Notre Dame           |           |           |

## Head coach
Rutgers, nella sua storia, ha avuto 25 head coach:
| Coach                  | Periodo              | Record (%)        |
| ---------------------- | -------------------- | ----------------- |
| William A. Reynolds    | 1869–1894            | 49–80–9 (.355)    |
| H. W. Ambruster        | 1895                 | 3–4 (.429)        |
| John C. B. Pendleton   | 1896–1897            | 8–12 (.400)       |
| William V. B. Van Dyck | 1898–1899            | 3–15–1 (.184)     |
| Michael F. Daly        | 1900                 | 4–4 (.500)        |
| Arthur P. Robinson     | 1901                 | 0–7 (.000)        |
| Henry Van Hoevenberg   | 1902                 | 3–7 (.300)        |
| Oliver D. Mann         | 1903, 1905           | 7–10–1 (.417)     |
| Alfred Ellet Hitchner  | 1904                 | 1–6–2 (.222)      |
| Frank Gorton           | 1906–1907            | 8–7–3 (.528)      |
| Joseph T. Smith        | 1908                 | 3–5–1 (.389)      |
| Herman Pritchard       | 1909                 | 3–5–1 (.389)      |
| Howard Gargan          | 1910–1912            | 12–10–4 (.538)    |
| George Sanford         | 1913–1923            | 56–32–5 (.629)    |
| John H. Wallace        | 1924–1926            | 12–14–1 (.463)    |
| Harry Rockafeller      | 1927–1930, 1942–1945 | 33–26–1 (.560)    |
| J. Wilder Tasker       | 1931–1937            | 31–27–5 (.532)    |
| Harvey Harman          | 1938–1941, 1946–1955 | 74–44–2 (.625)    |
| John Stiegman          | 1956–1959            | 22–15 (.595)      |
| John F. Bateman        | 1960–1972            | 73–51 (.589)      |
| Frank R. Burns         | 1973–1983            | 78–43–1 (.643)    |
| Dick Anderson          | 1984–1989            | 27–34–4 (.446)    |
| Doug Graber            | 1990–1995            | 29–36–1 (.447)    |
| Terry Shea             | 1996–2000            | 11–44 (.200)      |
| Greg Schiano           | 2001–2011            | 67–66 (.504)      |
| Kyle Flood             | 2012–presente        | 15–10 (.600)      |
|                        | TOTALE               | 632–612–42 (.508) |